# ロード・スイッチャー

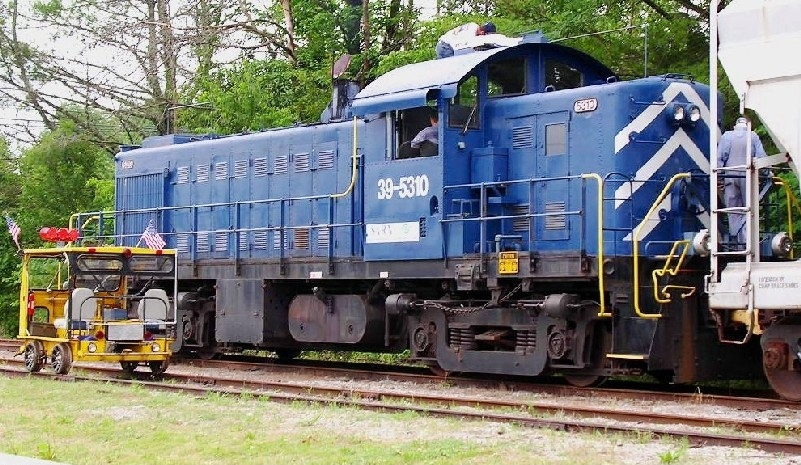
アメリカン・ロコモティブ製のRS-1。ロードスイッチャーのさきがけとされる形式。

ロードスイッチャー（Road switcher）とは、主として各地から貨車をピックアップして操車場に集め、または配送する間に本線を走行し、操車場では入換作業で使用される機関車である。そのほとんどはディーゼル機関車である。入換のみを担当するスイッチャーとは区別される。

## アメリカにおけるロード・スイッチャー
操車場外での走行を前提とするため、ロード・スイッチャーは本線走行に適した速度を出せることが必須である。また、入換時には前後方向の移動が頻繁となるため、双方への視界を確保しなければならない。そのため、車体形状はフード・ユニットタイプが採用される。
運転台は車体前後方向の片側にオフセットされ、その前後にはエンジン等を収納したボンネットがあるため、純然たる入換用であるスイッチャーよりも衝突時の安全性が高い。後方視界は、箱形車体のキャブ・ユニットタイプのものよりも良好である。このスタイルのさきがけは、アメリカン・ロコモティブ（アルコ）が製造したRS-1である。
上述の特長により、今日ではロード・スイッチャーが入換用と本線用を兼ねて使用されている。

## イギリスの例
イギリスでは「ロード・スイッチャー」という用語は使用されていないが、14形がこれに分類される。

## 日本の例
日本では、DD13形、 DE10形が、原義でのロード・スイッチャーに相当する。